# Praia da Vitória
Praia da Vitória ('pɾaiɐ dɐ vi'tɔɾiɐ) è un comune portoghese di 21 086 abitanti (2011) situato sull'isola di Terceira, nella regione autonoma delle Azzorre.
Nei pressi della freguesia di Lajes vi è un aeroporto utilizzato dall'Aeronautica militare portoghese e da quella statunitense, adibito anche ad usi civili (specialmente voli charter).
La città è stata elevata allo status di comune il 20 giugno 1981; il nome ufficiale era Vila da Praia da Vitória fino al 1983.

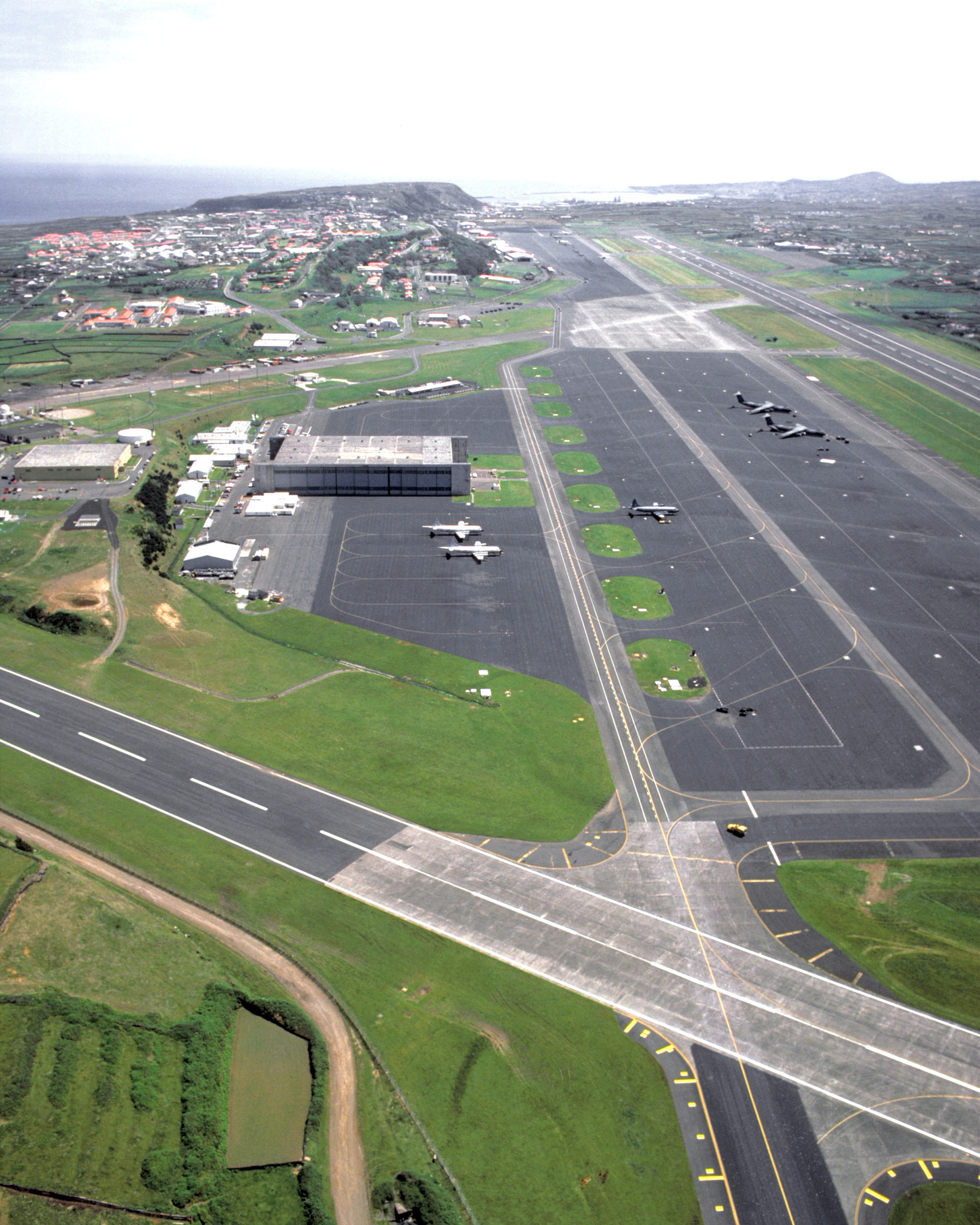
Veduta parziale dell'aeroporto militare e civile di Lajes

## Società

### Evoluzione demografica
| Popolazione di Praia da Vitória (1849 – 2004) | Popolazione di Praia da Vitória (1849 – 2004) | Popolazione di Praia da Vitória (1849 – 2004) | Popolazione di Praia da Vitória (1849 – 2004) | Popolazione di Praia da Vitória (1849 – 2004) | Popolazione di Praia da Vitória (1849 – 2004) | Popolazione di Praia da Vitória (1849 – 2004) | Popolazione di Praia da Vitória (1849 – 2004) | Popolazione di Praia da Vitória (1849 – 2004) |
| --------------------------------------------- | --------------------------------------------- | --------------------------------------------- | --------------------------------------------- | --------------------------------------------- | --------------------------------------------- | --------------------------------------------- | --------------------------------------------- | --------------------------------------------- |
| 1849                                          | 1900                                          | 1930                                          | 1960                                          | 1981                                          | 1991                                          | 2001                                          | 2004                                          | 2011                                          |
| 15394                                         | 15516                                         | 15888                                         | 28236                                         | 20762                                         | 20436                                         | 20252                                         | 20342                                         | 21086                                         |

## Freguesias
- Agualva
- Biscoitos
- Cabo da Praia
- Fonte do Bastardo
- Fontinhas
- Lajes
- Porto Martins
- Santa Cruz
- Quatro Ribeiras
- São Brás
- Vila Nova